# 오다카정 (후쿠시마현)
오다카정(일본어: 小高町 오다카마치[*])는 후쿠시마현 소마군에 있던 정이다. 2006년 1월 1일 가시마정, 하라마치시 등 3개 시·정이 합병하여 미나미소마시가 신설되고 폐지되었다. 오다카구 북동부가 1954년 이전의 마을구역이 있던 곳이다. 미나미소마시의 홍보 등에서는 '(오다카구) 중부지구'로 표기되는 경우가 있다.

## 지리
태평양에 접한 마을로 아부쿠마 고지를 마을 서쪽 끝에 위치하고 오타카강이 마을을 통과하며 태평양으로 흐르고 있다. 

## 역사
전국시대까지 소마씨의 본거지였던 오타카성(일명 우키후나성)이 있었다. 메이지 이후에는 견직물의 생산지로서 번창하였다.
- 1889년 4월 1일 - 정촌제 시행으로 나메카타군 오다카촌이 성립하였다.
- 1896년 - 나메카타군 우타군과 합병해 소마군이 되었다.
- 1954년 3월 31일 - 오다카정, 후쿠우라촌, 가나부사촌 등 3개 정·촌이 합병하여 새로운 오다카정이 설치되었다.
- 2006년 1월 1일 - 오다카정 및 하라마치시, 가시마정 등 3개 시·정이 합병하여 미나미소마시가 신설되고, 오다카정등은 폐지되었다.

## 교통

### 철도
- 동일본 여객철도 조반선

### 도로
- 국도 6호선